# Santa Cilia de Panzano
Santa Cilia de Panzano es una localidad de la comarca Hoya de Huesca que pertenece al municipio de Casbas de Huesca en la provincia de Huesca (España). Denominación derivada del nombre de su patrona Santa Cecilia mártir, está situada al pie del Tozal de Cubillas, una de las cimas de la sierra de Guara y junto al río Formiga, a 34 km al Noreste de Huesca y tiene acceso desde Huesca por la carretera A-1228

## Historia
- Según fuentes orales, en Santa Cilia de Panzano (del latín Cecilia o Cecilicae) hubo un monasterio cuyos materiales se emplearon en la construcción de la iglesia del XVIII, que pudo ubicarse donde se encuentra el actual cementerio. Como testimonio quedan 3 capiteles románicos empotrados en sus muros.

Los datos más antiguos de Santa Cilia aparecen datados en 1093 en un documento de donación al monasterio de San Ponce de Tomeras de la iglesia de Santa Cilia, realizada por el rey Sancho Ramírez de Aragón. Otro escrito de 1281 menciona un litigio entre vecinos de Arraro y el prior de Santa Cilia por la propiedad de unas ovejas. Si tenía prior (superior o prelado ordinario de un convento), cabe conjeturar que existía un monasterio o recinto conventual. Además, en un mapa de los obispados de Huesca, Jaca, y Barbastro, de los siglos XI y XII, Santa Cilia aparece como monasterio adscrito al obispado de Huesca.
Una losa observable en el lateral oeste del cementerio pudo formar parte del altar, según la tradición oral. Además, en los alrededores se conserva un enterramiento en “cista” de tipo redondo con restos de ajuar funerario.
La arquitectura doméstica es la típica de la comarca, destacando la casa de los Bescós, en cuya portada se conserva su escudo de armas. El escudo de campo azul se haya dividido en dos cuarteles con orla de color de oro, y en ella seis espigas semejantes a las de trigo; y en uno de dichos cuarteles una encina con una cruz colorada sobre ella, y en el otro una banda de color de oro con tres rosas, y dos zapatos, el uno en la parte superior y el otro en la inferior, y en el centro del escudo otro pequeño en campo de color de oro con una cruz sobre un corazón, y sobre dicho escudo mayor un morrión con sus plumas como remate con un letrero que dice: Armas de Bescós.
En el año 1797, Carlos IV otorgó a Don Francisco Bescós y Nasarre y a sus hijos, vecinos del lugar de Santa Cilia, el título de Infanzones, ganado por méritos propios. El título les otorgaba privilegios, honras, gracias, mercedes, franquezas, excepciones, libertades, preeminencias, e inmunidades. 
- En el año 1845:

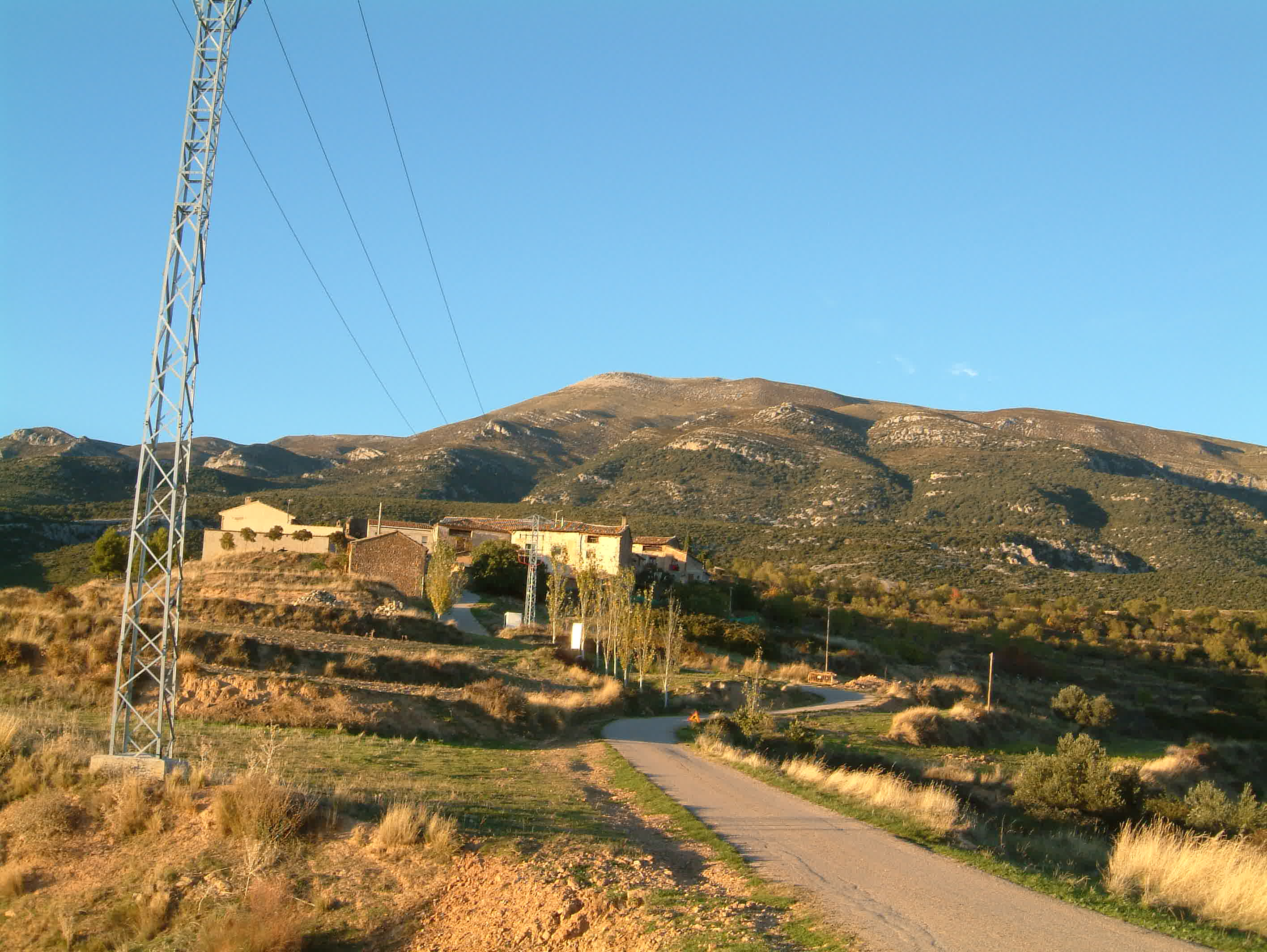

  - se une a Casbas de Huesca junto con Bastarás

## Monumentos
- Iglesia parroquial dedicada a Santa Cecilia y Santa Bárbara (siglo XVIII) construida utilizando materiales del antiguo monasterio románico (sigloXII).

Es un edificio construido en sillería de una sola nave cubierta con bóveda de cañón deprimido que cubre tres tramos. Coro a sus pies en alto, sobre un forjado de madera. Se accede mediante arco de medio punto con dovelas sin ornamentación. En el exterior un moldura de sección indefinida, a manera de alfíz. Sobre los vértices dos capiteles románicos empotrados y a la misma altura en la fachada existen otros dos capiteles, también empotrados, que aunque erosionados presentan figuras humanas y animales. En lo alto de su fachada, dos vanos con arco de medio punto dispuestos como espadaña.
- Ermita de la Virgen de Arraro. Situada a 1.220 metros de altitud, al pie de un mallo o puntal, fue templo parroquial de un poblado hoy desaparecido. Es construcción de sillares, de una sola nave, cuya cubierta está hundida y ábside semicircular cubierto con exedra, abierto por un vano de doble abocinamiento. Su tejado voló sobre modillones, de los que restan algunos ejemplares de sencilla traza. Decorada con una cornisa de bezantes al exterior y una imposta corrida en el interior. En la bóveda absidial una diagonal incisa, sin orden aparente, siendo este un caso único en el románico aragonés.

## Lugares de interés
Museo Casa de los Buitres y centro de interpretación Altos de Guara.